# Frank C. Barnes
Frank Charles Barnes (Chicago, 25 de junho de 1918 — Templeton, 17 de dezembro de 1992) foi um advogado americano, autor e designer de cartuchos.

## Biografia
Barnes nasceu em Chicago. Ele prestou serviço militar de 1945 a 1947. No "Truckee Meadows Community College", foi chefe de departamento ("Presidente do Departamento de Justiça Criminal"). Ele tinha um mestrado em Justiça. Ele foi o autor de Cartridges of the World e o designer dos cartuchos .308×1.5" Barnes, do .458×1.5" e do .458×2" American.